# Thorleif Dahl
Thorleif Brandtmann Dahl (17. marts 1891 i Kristiania – 5. september 1967 sammesteds) var en norsk reklamemand, forlægger, filolog og mæcen.
Han var uddannet historiker ved Det Kgl. Frederiks, med hovedopgave om Balkan. Kort efter Første Verdenskrig arbejdede han i et år som lærer for norske elever ved Lycée Corneille i Rouen. I 1920 begyndte han som sekretær i Utenriksdepartementet, men efter at hans ældre bror Georg Sverdrup Dahl døde i 1922, følte han sig forpligtet til at videreføre det reklamebureau, som broren havde etableret, Sverdrup Dahl A/S, en opgave han gik ind til med stor energi. Firmaet koncentrerede sig først om biografreklamer, men under Anden Verdenskrig begyndte han at satse mere på forlæggervirksomhed. Forretningsdriften fortrængte dog aldrig hans stærke interesse for kunst, kultur og folkeoplysning. Hans succes i forretningslivet gjorde det muligt for ham at donere betydelige midler til disse formål.
Han var redaktør for Aschehougs verdenshistorie fra 1953 til 1958 og Vårt folks historie fra 1961 til 1964. Dahl var optaget af at den klassiske litteratur skulle oversættes til moderne norsk riksmål, og at riksmålsbevægelsen skulle mobilisere mod samnorsktilhængernes fremstød, og oprettede i 1956 en fond som skulle udgive klassisk litteratur under vignetten «Thorleif Dahls Kulturbibliotek». Grundkapitalen var værdipapirer for 200 000 NOK. Fondet blev etableret som en stiftelse knyttet til Det Norske Akademi for Sprog og Litteratur. Med de midler Dahl stillede til rådighed har en række værker, både gammelnorsk litteratur og klassiske værker fra oldtiden, middelalderen og nyere tid indtil 1800, blevet udgivet på norsk. Det Norske Akademis Pris til minne om Thorkild Dahl er opkaldt efter ham.

## Ekstern henvisning
- Thorleif Dahls Kulturbibliotek 50 år (Webside ikke længere tilgængelig)